# Phylloscirpus
Phylloscirpus es un género de plantas herbáceas de la familia de las ciperáceas.  Comprende 5 especies descritas y de estas, solo 4 aceptadas.

## Taxonomía
El género fue descrito por Charles Baron Clarke y publicado en Bulletin of Miscellaneous Information: Additional Series 8: 44. 1908. La especie tipo es: Phylloscirpus andesinus C.B. Clarke.

## Especies aceptadas
A continuación se brinda un listado de las especies del género Phylloscirpus aceptadas hasta febrero de 2014, ordenadas alfabéticamente. Para cada una se indica el nombre binomial seguido del autor, abreviado según las convenciones y usos.
- Phylloscirpus acaulis (Phil.) Goetgh. & D.A.Simpson
- Phylloscirpus boliviensis (Barros) Dhooge & Goetgh.
- Phylloscirpus deserticola (Phil.) Dhooge & Goetgh.